# Лудвиг Еберхард фон Лайнинген-Вестербург-Риксинген
Лудвиг Еберхард фон Лайнинген-Вестербург-Риксинген (на немски: Ludwig Eberhard von Leiningen-Westerburg-Rixingen; * 18 юли 1624; † 14 ноември 1688) е граф на Лайнинген-Вестербург-Риксинген.
Той е единственият син на граф Филип II фон Лайнинген-Вестербург-Риксинген († 9 февруари 1668) и съпругата му Агата Катарина Шенк цу Лимпург (* 30 юли 1595; † 30 януари 1664), дъщеря на Еберхард I Шенк фон Лимпург-Шпекфелд (1560 – 1622) и графиня Катарина фон Ханау-Лихтенберг (1568 – 1577).
Лудвиг Еберхард живее в резиденцията си дворец Риксинген Лотарингия, става католик. През 1665 г. той става президент на Имперския камерен съд в Шпайер. През 1669 г. той продава графството Риксинген (днес Решикур-ле-Шато) в епископство Мец на граф Фридрих фон Алефелт. През 1686 г. той дава управлението на графсто Лайнинген на син си Филип Лудвиг.

## Фамилия
Лудвиг Еберхард се жени на 6 или 16 януари 1650 г. в Алтлайнинген за графиня Шарлота фон Насау-Саарбрюкен и Саарверден (* 1 декември 1619 в Саарбрюкен; † 13 ноември 1687, погребана в църквата Св. Мартин, Грюнщат), дъщеря на граф Вилхелм Лудвиг фон Насау-Саарбрюкен и маркграфиня Анна Амалия фон Баден-Дурлах. Двамата се развеждат през 1668 г. Те имат децата:
- Филип Лудвиг(1652 – 1705 убит в битката при Касано), граф на Лайнинген-Риксинген (1688 – 1705), женен I. 1673 г. за Габриела, маркиза де Рузе († 1698), II. 1699 г. за баронеса Сидония Тереза фон Айбисвалд († 1720)
- Леополд Лудвиг (1656 – 1673)
- Вилхелм Фридрих (1659)
- Амалия Катарина (1650 – 1654)
- Луиза Шарлота (1654 – 1724), омъжена на 25 юли 1684 г. за Фридрих Вилхелм фон Салм, вилд- и рейнграф цу Даун, граф цу Салм (1644 – 1706)
- Доротея Катарина (1655 – млада)
- Агата Юлиана (1657 – млада)